# Mysore
Mysore (officiellt från 1 november 2014 Mysuru) är en stad i den indiska delstaten Karnataka och är centralort i ett distrikt med samma namn. Folkmängden uppgick till cirka 900 000 invånare vid folkräkningen 2011. Storstadsområdet beräknades ha cirka 1,2 miljoner invånare 2018.
Mysore var förr huvudstad i ett furstendöme med samma namn. Järnväg förenar staden med Bangalore, Karnatakas huvudstad. I staden finns bland annat ett universitet.